# Olios pagurus
Olios pagurus là một loài nhện trong họ Sparassidae.
Loài này thuộc chi Olios. Olios pagurus được Charles Athanase Walckenaer miêu tả năm 1837.